# Think of U
Singles de Crystal Kay
Ex-Boyfriend
(2001) Hard to Say
(2002)
Think of U est le 7e single de la chanteuse Crystal Kay sorti sous le label Sony Music Entertainment Japan le 28 novembre 2001 au Japon. Il atteint la 60e place au classement de l'Oricon et reste classé deux semaines.
Think of U a été utilisé comme thème musical pour la publicité pour NTT DoCoMo Kyushu. Attitude a été utilisé comme 2nd thème d'ouverture pour l'anime PaRappa the Rapper. Les deux chansons se trouvent sur l'album Almost seventeen. Think of U est aussi présente sur les compilations CK5, Best of Crystal Kay et sur l'album de remix The Best Remixes of CK.

## Liste des titres
| 1. | Think of U         | Crystal Kay et Nishio Saeko | T.KURA et MICHICO        | 4:53 |
| 2. | Attitude           | Kawamura Masumi             | AKIRA                    | 3:14 |
| 3. | Think of U (remix) | Crystal Kay et Nishio Saeko | T.KURA et MICHICO, HIDEA | 4:39 |